# Erich V. (Hoya)
Erich V. von Hoya (* 1535; † 12. März 1575) war ein deutscher Geistlicher. Er war von 1563 bis 1575 Graf von Hoya.

## Leben und Wirken
Erich war Sohn von Jobst II. von Hoya und dessen Frau Anna von Gleichen. Zunächst war für Erich eine geistliche Karriere vorgesehen. Er war Domherr in Bremen, Köln und Straßburg. Nachdem sein älterer Bruder Albrecht 1563 kinderlos starb, regierte Erich die Grafschaft Hoya mit seinem jüngeren Bruder Otto gemeinsam.  

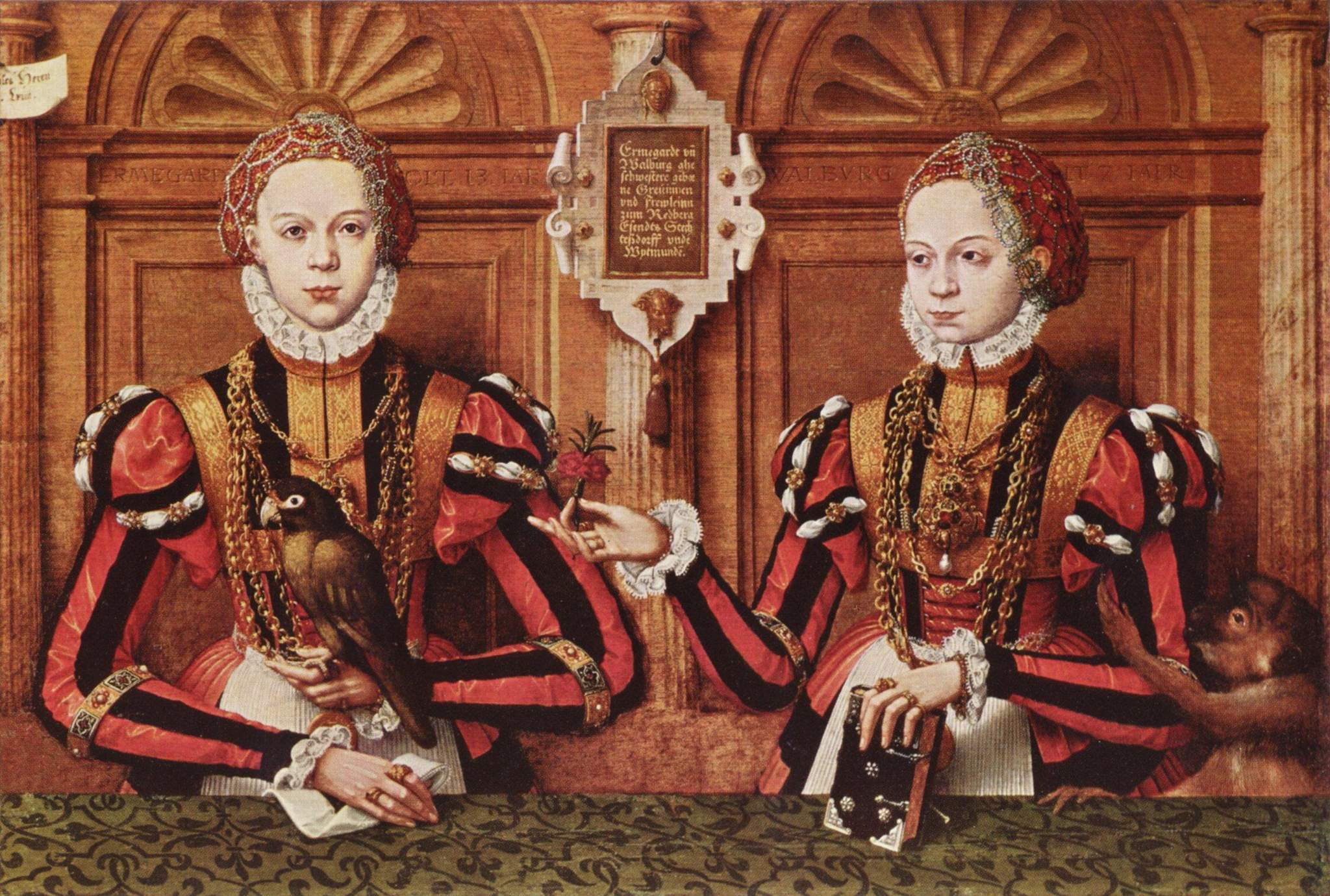
Erichs Frau Armgard (li.) und ihre Schwester
Walburga von Rietberg, Detail eines Familienporträts von Hermann tom Ring

1568 heiratete Erich Armgard von Rietberg. Sein Bruder Otto heiratete zeitgleich Armgards Mutter, Agnes von Rietberg (geb. von Bentheim-Steinfurt). Zur selben Zeit übernahm er für seine Frau und ihre noch minderjährige Schwester Walburga die Regierung für das Harlingerland – ein Erbe des Vaters der beiden Grafentöchter.
Als Abschluss der Reformation erließ er 1573 eine lutherische Kirchenordnung für seine Grafschaften Hoya, Rietberg und Bruchhausen und für die Herrschaften Esens, Stedesdorf und Wittmund (Harlingerland). 
Die Ehe Erichs und Armgards blieb kinderlos. Nach Erichs Tod heiratete Armgard Graf Simon VI. zur Lippe. Die Grafschaft Rietberg und das Harlingerland fielen an Walburga. Sein Bruder Otto übernahm die Regierung, bis dieser 1582 ebenfalls kinderlos als letzter Graf von Hoya starb.